# Ferruccio Morandini
Ferruccio Morandini (Martignacco, 6 gennaio 1903 – Torre del Greco, 1972) è stato un pittore, incisore e designer italiano.
Ferruccio Morandini nasce da una famiglia di antiche origini friulana. A causa degli eventi bellici del 1915/18, nell'autunno del 1917 a seguito della sconfitta di Caporetto è costretto a sfollare, ed insieme ad altri giovani friulani viene trasferito nella Maremma Toscana, in provincia di Massa. In questa città trovandosi solo senza l'appoggio della famiglia, gli viene proposto di proseguire gli studi, viste le sue naturali propensioni, viene iscritto al Reale Stabilimento Teorico Pratico di Belle Arti di Massa. Nello Stabilimento di Massa insegnavano nel periodo in cui lo frequenta Morandini (1917/18; 1918/19; 1919/20;) lo scultore Leonardo Croce, i pittori Plinio Nomellini e Luigi Gioli, gli ultimi eredi della tradizione macchiaiola, ideali successori di Giovanni Fattori.
Tornato definitivamente ad Udine frequenta un corso di coordinamento didattico, per l'insegnamento del disegno, presta servizio come assistente straordinario dei corsi diurni e serali tra gli anni 1924/25, 1925/26, 1926/27,9 nella scuola industriale "Giovanni da Udine". 
Nel 1926 Ferruccio Morandini si cimenta nel concorso cittadino per borse di studio "Legato Marangoni", presentando un dipinto dalla accattivante tematica campanilistica; il quadro dalla insolita composizione, non convince la giuria, che gli assegna il secondo premio. Nel 1927 si trasferisce a Milano dove forte della sua professionalità si inserisce nel tessuto artistico cittadino, praticando fondamentalmente l’attività pittorica. Nel gennaio del 1935, come si legge da due minute di lettere che datano 2.3.35. XIII, 7.3.35. XIII, egli presenta e vende a Vito Mussolini, due ritratti incisi su cristallo, raffiguranti il "Duce", l'altro Arnaldo Mussolini. Questo avvenimento segna una svolta nella vita artistica di Morandini, che si vede coinvolto dalle autorità del regime, come "artista a servizio del regime", spogliato pero della sua personale visione dell'arte. Subito gli viene dato l'incarico di realizzare sotto la guida dell'arch. Pagano, un pannello da presentare nel padiglione italiano all'Esposizione Internazionale di Bruxelles del 1935.
Nel 1936 il Presidente dalla Triennale, Giulio Barella gli affida l'incarico di realizzare un grande pannello per la sesta edizione della Triennale di Milano, il tema da sviluppare è l'evoluzione della moda nei secoli, il pannello viene sistemato ai lati dello scalone nell'atrio d'onore. L'arch. Giuseppe Pagano dice per i lavori della VI Triennale, " Il Morandini , a punta di diamante , incideva cinquanta metri quadrati di cristallo, dimostrando una non comune sicurezza di segno e di tecnica. Senza aiuto né di ruota a smeriglio, né di acidi,  né di getti di sabbia egli ha ottenuto dal vetro effetti delicati, trasparenti nitidezze, segni sottilissimi e strani chiaroscuri, dove i punti di luce sono ricavati dalla incisione più profonda." 
Nel 1939 viene convocato nuovamente per la VII Triennale, ma l'incarico che gli viene affidato è secondario e la sua collocazione è marginale. Il periodo che intercorre tra questi due incarichi è certamente il più fecondo per quanto riguarda l'attività di Morandini come incisore di cristalli. 
Nel 1950 collabora con l'architetto Gio Ponti in diversi progetti legati alla cantieristica italiana, realizza lavori per la T/N Andrea M/n Giulio Cesare, Cristoforo Colombo, San Giorgio e San Marco. Per la Giulio Cesare realizza un grande pannello in cristallo per il Bar di prima classe, il soggetto di questo pannello è L'evoluzione delle imbarcazioni.